# كريستن هايبيرغ
كريستن هايبيرغ (بالنرويجية البوكمول: Christen Heiberg)‏ هو جراح وبروفيسور وطبيب نرويجي، ولد في 28 نوفمبر 1799 في برغن في النرويج، وتوفي في 18 مارس 1872 في كريستيانية في النرويج.